# 想い風
『想い風』（ウムイカジ）は、夏川りみの5枚目のオリジナル・アルバム。2007年3月9日にビクターエンタテインメントから発売。　　　　　

## 概要
『彩風の音』以来1年4ヶ月振りのオリジナル・アルバム。夏川りみ事務所移籍前の最後のアルバム。本作まで、夏川のオリジナル・アルバムのタイトルに全て「風」が入っていたが、次作にて途切れる。

## 収録曲
1. フルサト（4：28）[2]
  - 作詞・作曲・編曲：槇原敬之
  - TBS「浅草ふくまる旅館」主題歌
2. サンクチュアリ（4：54）[2]
  - 作詞：海老根祐子
  - 作曲：斉藤英夫
  - 編曲：京田誠一
3. 時の河（5：35）[2]
  - 作詞：村野直球
  - 作曲：原田卓也
  - 編曲：京田誠一
4. あなたとともに（4：42）[2]
  - 作詞：市川喜康
  - 作曲・編曲：斉藤英夫
5. 祭りのあと風（5：11）[2]
  - 作詞：下地勇
  - 作曲・編曲：上地等
6. エイサーの夜（5：05）[2]
  - 作詞：猫田麻耶
  - 作曲：上地正昭
  - 編曲：パーシャクラブ
7. 花霞（5：52）[2]
  - 作詞・作曲・編曲：妹尾武
8. さようなら ありがとう ～天の風（アマノカゼ）～（4：47）[2]
  - 作詞・作曲・編曲：小渕健太郎
9. ソモス・ノビオス～愛の夢（ボーナス・トラック）（4：23）[2]
  - 作詞・作曲：アルマンド・マンサネーロ・カーチェ
  - 編曲：ビル・ロス
  - アンドレア・ボチェッリとのデュエット曲。